# Igor Gorin

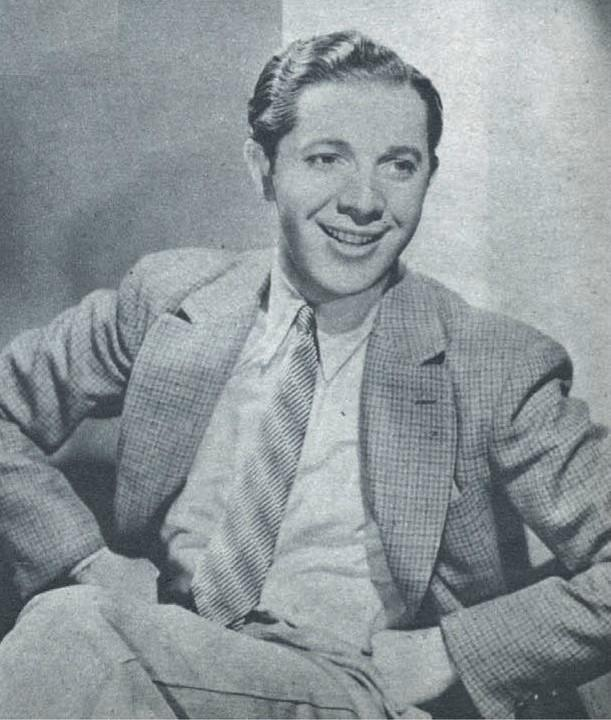
Igor Gorin (1937)

Charles Igor Gorin, ukrainisch Ігор Горін, russisch Игорь Горин, eigentlich Izak Gruenberg (* 26. April 1904 in Gródek; † 24. März 1982 in Tucson) war ein ukrainisch-amerikanischer Sänger (Bariton), Schauspieler, Komponist und Gesangspädagoge.

## Leben
Der als Izak Gruenberg im galizischen Gródek geborene Sohn eines Rabbiners und Talmud-Gelehrten wuchs in der Ukraine auf. Ende der 1920er Jahre flüchtete er nach Wien und studierte am Wiener Konservatorium bei Victor Fuchs. Als Sänger debütierte er an der Staatsoper Prag. 1931 wanderte er in die USA aus und sang Operetten und leichte Klassik im Rundfunk der NBC. 1939 debütierte er an der Hollywood Bowl; im gleichen Jahr erhielt er die amerikanische Staatsbürgerschaft. In einer Produktion von Hoffmanns Erzählungen sang er 1948 die Rollen des Lindorf, Coppélius, Dapertutto und Dr. Miracle. An der Metropolitan Opera debütierte er 1964 als Giorgio Germont in La traviata. Daneben wirkte er als Kantor einer Synagoge in Providence, Rhode Island. 1965 zog er mit seiner Frau, der Schauspielerin Mary Gorin, nach Tucson. Bis zu seinem Tode unterrichtete er dort Gesang an der University of Arizona. Als Komponist wurde er mit Songs wie  Lament, Caucasian Song, Safe by de Lawd, Lullaby und Within My Dreams bekannt.